# Copa Merconorte 1998
I Copa Merconorte 1998
Pierwotnie turniej miał wystartować 1 września z 16 drużynami podzielonymi na 4 grupy po 4 zespoły. Wśród tych 16 drużyn miały być trzy z Meksyku:  América Meksyk,  Cruz Azul Meksyk oraz Chivas Guadalajara.
Jednak federacja piłkarska Meksyku nalegała, by w turnieju wzięły udział  Necaxa Aguascalientes i  Deportivo Toluca, które dotarły do finału letniego sezonu 1998 meksykańskiej ligi, zastępując  drużyny  América Meksyk oraz Chivas Guadalajara, które zostały wybrane ze względu na ich popularność.
Nie wyrażono na to zgody w wyniku czego 20 sierpnia wszystkie meksykańskie zespoły zostały wycofane. Organizatorzy zdecydowali się wycofać dwie drużyny ze Stanów Zjednoczonych DC United Waszyngton i Los Angeles Galaxy, a na ich miejsce dołączyć klub kolumbijski America Cali. Teraz 12 drużyn podzielono na 3 grupy po 4 drużyny. Zwycięzcy grup oraz najlepszy z wicemistrzów mieli utworzyć czwórkę półfinalistów.

## 1/4 finału

### Grupa A
15.09 America Cali-Millonarios Bogota 2:1(0:0)

1:0 Jairo Castillo 63, 1:1 Osman López 65, 2:1 Julián Téllez 72
15.09 Emelec Guayaquil-Sporting Cristal Lima 1:1(0:1)

0:1 Jorge Soto 16, 1:1 Carlos Alberto Juárez 71
23.09 Millonarios Bogota-Emelec Guayaquil 2:1(1:1)

1:0 Javier Martínez 7, 1:1 Carlos Alberto Juárez 21, 2:1 Francisco Ferreira 86
23.09 Sporting Cristal Lima-America Cali 2:2(1:1)

1:0 Luis Germán Del Carmen 17, 1:1 Héctor Hurtado 34, 2:1 Luis Germán Del Carmen 53, 2:2 Héctor Hurtado 89
30.09 Sporting Cristal Lima-Millonarios Bogota 0:1(0:1)

0:1 Francisco Ferreira 45
30.09 America Cali-Emelec Guayaquil 2:2(0:2)

0:1 José Gabriel Vásquez 22, 0:2 José Gabriel Vásquez 44, 1:2 Héctor Hurtado 47, 2:2 Julián Téllez 71
08.10 Millonarios Bogota-America Cali 2:2(1:1)

1:0 Marcio Cruz 37, 1:1 Jairo Castillo 40, 1:2 Héctor Hurtado 70, 2:2 Raúl Ramírez 74
15.10 Sporting Cristal Lima-Emelec Guayaquil 1:1(1:1)

0:1 Moises Candelario 8, 1:1 Andrés Mendoza 45
22.10 America Cali-Sporting Cristal Lima 1:1(1:0)

1:0 Jairo Castillo 44, 1:1 Luis Germán Del Carmen 47
29.10 Emelec Guayaquil-Millonarios Bogota 3:0(1:0)

1:0 Jaime Kaviedes 44, 2:0 Carlos Alberto Juárez 62, 3:0 Augusto Poroso 87
03.11 Millonarios Bogota-Sporting Cristal Lima 1:0(1:0)

1:0 Guillermo Rivera 25
10.11 Emelec Guayaquil-America Cali 1:0(1:0)

1:0 Carlos Alberto Juárez 14
| Klub                  | Mecze | Zw | Rem | Por | Pkt | BrZd | BrStr |
| --------------------- | ----- | -- | --- | --- | --- | ---- | ----- |
| Millonarios Bogota    | 6     | 3  | 1   | 2   | 10  | 7    | 8     |
| Emelec Guayaquil      | 6     | 2  | 3   | 1   | 9   | 9    | 6     |
| America Cali          | 6     | 1  | 4   | 1   | 7   | 9    | 9     |
| Sporting Cristal Lima | 6     | 0  | 4   | 2   | 4   | 5    | 7     |

### Grupa B
16.09 The Strongest La Paz-Atlético Nacional Medellin 0:2(0:0)

0:1 Robinson Martínez 71, 0:2 Carlos Castro 74
16.09 Alianza Lima-Barcelona SC Guayaquil 2:0(2:0)

1:0 Guillermo Gareca 11, 2:0 Guillermo Gareca 20
22.09 Atlético Nacional Medellin-Alianza Lima 3:1(0:1) (mecz w Machala)

0:1 Juan Jayo 34, 1:1 Oswaldo Mackenzie 54, 2:1 Carlos Valencia 61, 3:1 Neider Morantes 89
22.09 Barcelona SC Guayaquil-The Strongest La Paz 1:1(0:1)

0:1 José Luis Ortiz 36, 1:1 Ney Raúl Aviles 77
01.10 Barcelona SC Guayaquil-Atlético Nacional Medellin 2:2(1:1)

1:0 Anthony De Avila 16, 1:1 John Jailer Moreno 40, 1:2 John Jailer Moreno 60, 2:2 Carlos Alfaro 86
01.10 The Strongest La Paz-Alianza Lima 0:0

08.10 Barcelona SC Guayaquil-Alianza Lima 2:0(1:0)

1:0 Nicolás Asencio 37, Carlos Alfaro 50
14.10 Atlético Nacional Medellin-The Strongest La Paz 2:3(0:0)

0:1 Berty Suárez 48, 0:2 Demetrio Angola 59, 1:2 León Darío Muńoz 62, 1:3  Luis Suárez 72, 2:3 Oswaldo Mackenzie 82
20.10 The Strongest La Paz-Barcelona SC Guayaquil 1:0(1:0)

1:0 Demetrio Angola 9
27.10 Alianza Lima-Atlético Nacional Medellin 1:1(1:0)

1:0 Marcelo Ribeyro 45, 1:1 Carlos Vásquez 76
05.11 Atlético Nacional Medellin-Barcelona SC Guayaquil 4:0(3:0)

1:0 León Darío Muńoz 9, 2:0 Neider Morantes 17, 3:0 Henry Zambrano 32, 4:0 Ever Palacios 83
12.11 Alianza Lima-The Strongest La Paz 4:0(1:0)

1:0 Claudio Pizarro 10, 2:0 Claudio Pizarro 53, 3:0 Roberto Silva 80, 4:0 Roberto Silva 87
| Klub                       | Mecze | Zw | Rem | Por | Pkt | BrZd | BrStr |
| -------------------------- | ----- | -- | --- | --- | --- | ---- | ----- |
| Atlético Nacional Medellin | 6     | 3  | 2   | 1   | 11  | 14   | 7     |
| Alianza Lima               | 6     | 2  | 2   | 2   | 8   | 8    | 6     |
| The Strongest La Paz       | 6     | 2  | 2   | 2   | 8   | 5    | 9     |
| Barcelona SC Guayaquil     | 6     | 1  | 2   | 3   | 5   | 5    | 10    |

### Grupa C
17.09 Caracas-Nacional Quito 1:0(0:0)

1:0 Rafael Castellín 63
17.09 Universitario Lima-Deportivo Cali 0:0

24.09 Nacional Quito-Universitario Lima 1:1(1:0)

1:0 Héctor Ferri 13, 1:1 Luis Alberto Guadalupe 79
24.09 Deportivo Cali-Caracas 1:1(0:0)

1:0 Mayer Candelo 68, 1:1 Rafael Castellín 74
29.09 Caracas-Universitario Lima 0:2(0:1)

0:1 Rafael Gallardo 39, 0:2 Mauro Cantoro 84
29.09 Deportivo Cali-Nacional Quito 2:0(0:0)

1:0 Mario Alberto Yépez 56, 2:0 Arley Betancurt 66
06.10 Deportivo Cali-Universitario Lima 2:1(1:1)

0:1 Mauro Cantoro 31, 1:1 Víctor Bonilla 45pen, 2:1 Víctor Bonilla 46
13.10 Nacional Quito-Caracas 2:1(1:0)

1:0 Jairo Zamora 14, 1:1Rafael Castellín 52, 2:1 Héctor Ferri 60
21.10 Universitario Lima-Nacional Quito 1:2(1:0)

1:0 Mauro Cantoro 37k, 1:1 Héctor Ferri 50, 1:2 Diego Herrera 87
28.10 Caracas-Deportivo Cali 0:2(0:2)

0:1 Walter Escobar 18, 0:2 Walter Escobar 27
04.11 Universitario Lima-Caracas 1:3(0:0)

0:1 Reinaldo Restifo 57, 0:2 Rafael Castellín 62k, 1:2 Milton Marquillo 70, 1:3 Reinaldo Restifo 89
11.11 Nacional Quito-Deportivo Cali 1:0(0:0)

1:0 Pedro Pablo Valencia 48
| Klub               | Mecze | Zw | Rem | Por | Pkt | BrZd | BrStr |
| ------------------ | ----- | -- | --- | --- | --- | ---- | ----- |
| Deportivo Cali     | 6     | 3  | 2   | 1   | 11  | 7    | 3     |
| Nacional Quito     | 6     | 3  | 1   | 2   | 10  | 6    | 6     |
| Caracas            | 6     | 2  | 1   | 3   | 7   | 6    | 8     |
| Universitario Lima | 6     | 1  | 2   | 3   | 5   | 6    | 8     |

### Tabela wicemistrzów
| Klub             | Mecze | Zw | Rem | Por | Pkt | BrZd | BrStr |
| ---------------- | ----- | -- | --- | --- | --- | ---- | ----- |
| Nacional Quito   | 6     | 3  | 1   | 2   | 10  | 6    | 6     |
| Emelec Guayaquil | 6     | 2  | 3   | 1   | 9   | 9    | 6     |
| Alianza Lima     | 6     | 2  | 2   | 2   | 8   | 8    | 6     |

## 1/2 finału (19.11i26.11)
Nacional Quito - Deportivo Cali 1:2 i 2:1, karne 4:5
1. 0:1 Herman Gaviria 31, 0:2 Víctor Bonilla 48, 1:2 Kléber Chalá 60
2. 1:0 Pedro Pablo Valencia 60, 1:1 Walter Escobar 70, 2:1 Héctor Ferri 83

Millonarios Bogota - Atlético Nacional Medellin 0:2 i 2:1
1. 0:1 Henry Zambrano 63, 0:2 Néider Morantes 79
2. 0:1 Freddy Grisales 65, 1:1 Jonnier Toro 72k, 2:1 Jair Ramírez 77

## FINAŁ
Atlético Nacional Medellin - Deportivo Cali 3:1 i 1:0
3 grudnia 1998 Medellin Estadio Atanasio Girardot (3000)

Atlético Nacional Medellin - Deportivo Cali 3:1(1:0)

Sędzia: Felipe Russi(Kolumbia)

Bramki: 1:0 Carlos Vásquez 29, 2:0 Carlos Vásquez 49k, 2:1 Martín Zapata 49, 3:1 Luis Carlos Perea 61

Żółte kartki: Villa 15, Orejuela 27, Martínez 40, Alvarez 68 / Rivas 3, Zapata 54

Czerwona kartka: - / Córdoba 73

Atlético Nacional: Miguel Calero; Carlos Friollo (84 Juan Fernando Madrid), Luis Carlos Perea, Léiner Orejuela, Robinson Martínez; Pedro Alvarez, Juan Guillermo Villa, Freddy Grisales, Carlos Vásquez, Alex Comas, Daladier Ceballos (73 León Darío Muńoz).  Trener: Gabriel Jaime Gómez.

Asociación Club Deportivo Cali: Rafael Dudamel; Freddy Hurtado, Manuel Valencia, Edwin Rivas, Alex Viveros; Martín Zapata, John Jairo Patińo, Arley Betancourt (21 Carlos Castillo), Max Torres; Walter Escobar, Giovanny Córdoba. Trener: José Hernández.
9 grudnia 1998 Cali Estadio Olimpico Pascual Guerrero (7000)

Deportivo Cali 3:1 i  - Atlético Nacional Medellin 0:1(0:0)

Sędzia: Oscar Julián Ruíz(Kolumbia)

Bramki: 1:0 Neider Morantes 89

Żółte kartki: Royeiro 13, Moreno Díaz 35, Viveros 69, Patińo 74 / Orejuela 23, Ceballos 53, Rueda 65, Alvarez 74, Marulanda 82.

Asociación Club Deportivo Cali: Juan Carlos Mendoza; Freddy Hurtado, Manuel Valencia, Felipe Ocampo, Edwin Rivas; Omar Royeiro, Felipe Arce, John Jairo Patińo, Alex Viveros; Max Torres, Jorge Moreno Díaz (70 Braham Castillo).  Trener: José Hernández.

Atlético Nacional: Miguel Calero; Víctor Marulanda, Ever Palacios, Leiner Orejuela, Francisco Mosquera; Pedro Alvarez, Dumar Rueda, Juan Guillermo Villa (65 Robinson Martínez), Neider Morantes; Carlos Vásquez (46 Daladier Ceballos), Jailer Moreno (88 León Darío Muńoz).  Trener: Gabriel Jaime Gómez.

## Klasyfikacja strzelców bramek
| Gole | Piłkarz          | Klub                       |
| ---- | ---------------- | -------------------------- |
| 4    | Héctor Hurtado   | America Cali               |
| 4    | Neider Morantes  | Atlético Nacional Medellin |
| 4    | Rafael Castellín | Caracas                    |
| 4    | Héctor Ferri     | Nacional Quito             |
| 4    | Carlos Juárez    | Emelec Guayaquil           |
| 3    | Jairo Castillo   | America Cali               |
| 3    | Carlos Vásquez   | Atlético Nacional Medellin |
| 3    | Víctor Bonilla   | Deportivo Cali             |
| 3    | Walter Escobar   | Deportivo Cali             |
| 3    | Luis Del Carmen  | Sporting Cristal Lima      |
| 3    | Mauro Cantoro    | Universitario Lima         |